# Rotenbek Trio
Das Rotenbek Trio ist ein deutsches Gitarren-Trio.

## Zur Geschichte des Ensembles
Seit 1980 interpretiert das „Rotenbek Trio“ klassische und zeitgenössische Gitarrenmusik. Die gemeinsame Konzerttätigkeit hatte schon während des Studiums an der Musikhochschule Lübeck bei Albert Aigner begonnen.
Zahlreiche zeitgenössische Komponisten (z. B. Kreidler) schrieben Titel für das Trio. Es folgten Konzertreisen in Deutschland und Europa.
Das Trio wurde nach dem damaligen Probenort östlich von Hamburg benannt. Für Gerd Blasejewicz kam 2006 Stefan Rother zum Rotenbek Trio, der das Trio im Sommer 2019 verließ. Seitdem spielt die in der Nähe von Wien lebende Karin Aigner beim Rotenbek Trio.
Das Ensemble hat sechs CDs eingespielt.

## Mitglieder
- Heike Krugmann (* 1958) ist Gründungsmitglied des Rotenbek Trios. Seit 1980 hat sie eine Lehrtätigkeit an der Kreismusikschule Herzogtum Lauenburg. Seit 1996 leitet sie als Dirigentin das Gitarrenensemble „nota bene“. Sie gehört zum Dozententeam am Nordkolleg Rendsburg[2].
- Peter Lohse (* 1956) ist ebenfalls Gründungsmitglied des Trios. Er hat eine Lehrtätigkeit an der Kreismusikschule Plön und der Musikhochschule Lübeck[3].
- Karin Aigner (* 1959) ist Leiterin des Musikschulverbandes der Leitha-Steinfeld Gemeinden (Österreich). Die Künstler kennen sich durch ihren Professor und Mentor Albert Aigner (1948–2020) aus der gemeinsamen Lübecker Zeit. Mit dem Wiener Gitarrentrio machten sich Karin Aigner, Albert Aigner und Heinz Wallisch (Wilhelmsburg, Österreich) einen Namen.

## Diskografie
- „Cançión y Tango“ – Werke von Pilsl, Hindemith, Grieg, Granados, Piazzolla, Ratzkowski (ambitus, 1990)
- „Danses Macabres“ – Werke von Rak, Goris, Pilsl, Maldonado, Rizzo  (ambitus, 1994)
- „Fin de Siglo“ – Werke von Arend, Biedermann, Jarchow, Guridi, Pujol(ambitus, 1999)
- "Arabesken, Ländliche Skizzen, Tango-Couleurs – Werke von Pilsl (Nordton, 2003)
- „Veinticinco“ (Nordton, 2005)
- "Roaming" (Trekel, 2020)